# 索尔尼
索尔尼（法語：Saulny，法語發音：[so(l)ni]）是法国摩泽尔省的一个市镇，属于梅斯区。

## 地理
索尔尼（49°9'32"N, 6°6'20"E）面积9.8 平方千米，位于法国大東部大區摩泽尔省，该省份为法国东北部内陆省份，是洛林的一部分，西南接默尔特-摩泽尔省，东临下莱茵省，北与卢森堡和德国接壤。
与索尔尼接壤的市镇（或旧市镇、城区）包括：洛里莱梅斯、阿芒维莱、诺鲁瓦勒沃讷尔、普莱努瓦、瓦皮。

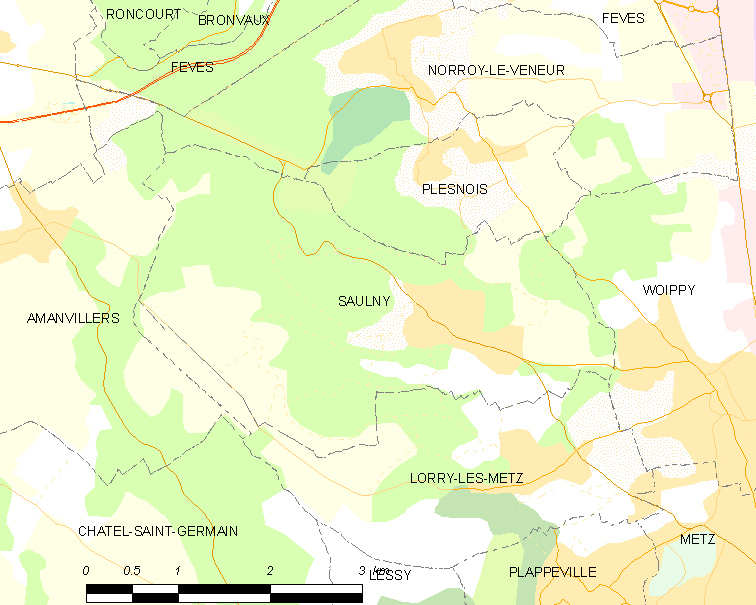
索尔尼的OSM定位图

索尔尼的时区为UTC+01:00、UTC+02:00（夏令时）。

## 行政
索尔尼的邮政编码为57140，INSEE市镇编码为57634。

## 政治
索尔尼所属的省级选区为龙巴县。

## 人口

1962-2008年间索尔尼人口变化图示

索尔尼于2022年1月1日时的人口数量为1572人。